# Eleições estaduais em Pernambuco em 1998
As eleições estaduais de Pernambuco em 1998 ocorreram no dia 4 de outubro como parte das eleições gerais em 26 estados e no Distrito Federal. Foram eleitos o governador Jarbas Vasconcelos, o vice-governador Mendonça Filho, o senador José Jorge, 25 deputados federais e 49 estaduais.
A eleição foi decidida em primeiro turno, pois o candidato vencedor obteve mais da metade dos votos válidos.
Na disputa pela presidência da República, Fernando Henrique Cardoso, do PSDB, venceu Luiz Inácio Lula da Silva, do PT, por expressiva vantagem de votos (1.637.394, contra 890.971), garantindo sua reeleição logo no primeiro turno.
Na disputa estadual, o ex-prefeito do Recife, Jarbas Vasconcelos, do PMDB, superou o então governador e candidato à reeleição Miguel Arraes, do PSB, também com destacada votação (1.809.792, contra 744.280 do socialista), vencendo o pleito também já no primeiro turno.
Para a vaga no Senado Federal, José Jorge, do PFL, foi o candidato mais votado, recebendo 1.460.835 votos.
Para a Câmara dos Deputados, o PSB e o PFL foram os partidos que mais elegeram candidatos (8 cada um), seguidos pelo PMDB, que elegeu 3 deputados, e pelo PPB, com 2. PSDB, PT, PSL  e PTB conquistaram uma vaga.

## Resultado da eleição para governador
| Candidatos a governador do estado | Candidatos a vice-governador | Número | Coligação                                                                         | Votação   | Percentual |
| --------------------------------- | ---------------------------- | ------ | --------------------------------------------------------------------------------- | --------- | ---------- |
| Jarbas Vasconcelos PMDB           | Mendonça Filho PFL           | 15     | União por Pernambuco (PMDB, PFL, PPB, PL, PV, PSDC, PST, PTN)                     | 1.809.792 | 64,13%     |
| Miguel Arraes PSB                 | Fernando Bezerra Coelho PSB  | 40     | Frente Popular de Pernambuco (PSB, PT, PDT, PTB, PCdoB, PCB, PSD, PGT, PMN, PRTB) | 744.280   | 26,37%     |
| Carlos Wilson PSDB                | Luciana Vieira PSDB          | 45     | Muda Pernambuco (PSDB, PPS, PRP, PSL, PTdoB)                                      | 210.713   | 7,46%      |
| Lúcia Albuquerque PSC             | Yone Campos PSC              | 20     | Frente Independente de Pernambuco (PSC, PAN, PRN)                                 | 29.683    | 1,05%      |
| Joaquim Magalhães PSTU            | Guilherme Fonseca PSTU       | 16     | —                                                                                 | 17.723    | 0,62%      |
| Fred Brandt PSN                   | Joel da Paz e Silva PSN      | 31     | —                                                                                 | 9.553     | 0,33%      |

## Resultado da eleição para senador
| Candidatos a senador da República | Candidatos a suplente de senador                 | Número | Coligação                                                                         | Votação   | Percentual |
| --------------------------------- | ------------------------------------------------ | ------ | --------------------------------------------------------------------------------- | --------- | ---------- |
| José Jorge PFL                    | José de Souza Coelho PFL José Carlos Guerra PMDB | 25     | União por Pernambuco (PMDB, PFL, PPB, PL, PV, PSDC, PST, PTN)                     | 1.460.835 | 57,77%     |
| Humberto Costa PT                 | Hélio Seixas PTB Luciano Siqueira PCdoB          | 13     | Frente Popular de Pernambuco (PSB, PT, PDT, PTB, PCdoB, PCB, PSD, PGT, PMN, PRTB) | 904.436   | 35,76%     |
| Waldemar Borges PPS               | José Gonçalves PPS Socorro Barbosa PPS           | 23     | Muda Pernambuco (PSDB, PPS, PRP, PSL, PTdoB)                                      | 61.742    | 2,44%      |
| João Olímpio PSC                  | Pimentel Neto PSC Sócrates Vieira PSC            | 20     | Frente Independente de Pernambuco (PSC, PAN, PRN)                                 | 44.841    | 1,77%      |
| Ana Rodrigues PSN                 | Ana Maria Marques PSN Neide Alfino PSN           | 31     | —                                                                                 | 36.433    | 1,44%      |
| Temporal PSTU                     | Marcelo Cavalcanti PSTU Márcio Wanderley PSTU    | 16     | —                                                                                 | 20.350    | 0,82%      |

## Resultado da eleição para presidente em Pernambuco
| Candidato                        | Vice                         | Coligação                                               | Votos              | Posição |
| -------------------------------- | ---------------------------- | ------------------------------------------------------- | ------------------ | ------- |
| Fernando Henrique Cardoso (PSDB) | Marco Maciel (PFL)           | União, Trabalho e Progresso (PSDB, PFL, PPB, PTB e PSD) | 1.637.394 (57,22%) | 1º      |
| Luiz Inácio Lula da Silva (PT)   | Leonel Brizola (PDT)         | União do Povo Muda Brasil (PT, PDT, PSB, PCdoB e PCB)   | 890.971 (31,13%)   | 2º      |
| Ciro Gomes (PPS)                 | Roberto Freire (PPS)         | Brasil Real e Justo (PPS, PL e PAN)                     | 212.168 (7,41%)    | 3º      |
| Enéas Carneiro (PRONA)           | Irapuan Teixeira (PRONA)     |                                                         | 32.393 (1,13%)     | 4º      |
| Ivan Moacyr da Frota (PMN)       | João Ferreira da Silva (PMN) |                                                         | 18.635 (0,65%)     | 5º      |
| José Maria de Almeida (PSTU)     | José Galvão de Lima (PSTU)   |                                                         | 13.970 (0,48%)     | 6º      |
| José Maria Eymael (PSDC)         | Josmar Alderete (PSDC)       |                                                         | 13.002 (0,45%)     | 7º      |
| João de Deus Barbosa (PTdoB)     | Nanci Pilar (PTdoB)          |                                                         | 11.779 (0,41%)     | 8º      |
| Sérgio Bueno (PSC)               | Ronald Azaro (PSC)           |                                                         | 9.435 (0,33%)      | 9º      |
| Alfredo Sirkis (PV               | Carla Rabello (PV)           |                                                         | 8.337 (0,29%)      | 10º     |
| Thereza Ruiz (PTN)               | Eduardo Gomes (PTN)          |                                                         | 7.035 (0,24%)      | 11º     |
| Vasco Azevedo Neto (PSN)         | Alexandre Santos (PSN)       |                                                         | 6.233 (0,21%)      | 12º     |

## Deputados federais eleitos
São relacionados os candidatos eleitos com informações complementares da Câmara dos Deputados. Ressalte-se que os votos em branco eram considerados válidos para fins de cálculo do quociente eleitoral nas disputas proporcionais até 1997, quando essa anomalia foi banida de nossa legislação.

Representação eleita
  PSB: 9
  PFL: 8
  PMDB: 2
  PPB: 2
  PSL: 1
  PT: 1
  PSDB: 1
  PTB: 1

Fonteː
| Números | Deputados federais eleitos | Partido | Votação | Percentual | Cidade onde nasceu | Unidade federativa |
| 4010    | Eduardo Campos             | PSB     | 173.657 | 6.01%      | Recife             | Pernambuco         |
| 2525    | Inocêncio Oliveira         | PFL     | 162.412 | 5,62%      | Serra Talhada      | Pernambuco         |
| 1515    | Carlos Eduardo Cadoca      | PMDB    | 121.443 | 4,20%      | Recife             | Pernambuco         |
| 1511    | Armando Monteiro           | PMDB    | 91.448  | 3,16%      | Recife             | Pernambuco         |
| 1555    | José Chaves                | PSB     | 88.539  | 3,06%      | Recife             | Pernambuco         |
| 4011    | Sérgio Guerra              | PSB     | 84.056  | 2,91%      | Recife             | Pernambuco         |
| 2550    | Joaquim Francisco          | PFL     | 81.986  | 2,84%      | Recife             | Pernambuco         |
| 1717    | Luciano Bivar              | PSL     | 77.236  | 2,67%      | Recife             | Pernambuco         |
| 2530    | Osvaldo Coelho             | PFL     | 73.443  | 2,54%      | Juazeiro           | Bahia              |
| 2590    | José Múcio Monteiro        | PFL     | 72.991  | 2,53%      | Recife             | Pernambuco         |
| 2520    | José Mendonça Bezerra      | PFL     | 72.895  | 2,52%      | Belo Jardim        | Pernambuco         |
| 1144    | Salatiel Carvalho          | PPB     | 69.414  | 2,40%      | Bacabal            | Maranhão           |
| 1313    | Fernando Ferro             | PT      | 67.925  | 2,35%      | Bom Conselho       | Pernambuco         |
| 2515    | André de Paula             | PFL     | 66.821  | 2,31%      | Recife             | Pernambuco         |
| 4001    | Clementino Coelho          | PSB     | 60.365  | 2,09%      | Recife             | Pernambuco         |
| 2536    | Tony Gel                   | PFL     | 53.949  | 1,87%      | Recife             | Pernambuco         |
| 1111    | Severino Cavalcanti        | PPB     | 51.529  | 1,78%      | João Alfredo       | Pernambuco         |
| 2533    | Ricardo Fiúza              | PFL     | 50.031  | 1,73%      | Fortaleza          | Ceará              |
| 4012    | Djalma Paes                | PSB     | 41.627  | 1,44%      | Glória do Goitá    | Pernambuco         |
| 4050    | Carlos Batata              | PSB     | 41.438  | 1,43%      | Garanhuns          | Pernambuco         |
| 4041    | Pedro Eugênio              | PSB     | 40.486  | 1,40%      | Recife             | Pernambuco         |
| 4550    | Luiz Piauhylino            | PSDB    | 40.380  | 1,40%      | Recife             | Pernambuco         |
| 4090    | João Colaço                | PSB     | 36.563  | 1,26%      | Recife             | Pernambuco         |
| 1423    | Marcos de Jesus            | PTB     | 36.191  | 1,25%      | Recife             | Pernambuco         |
| 4004    | Gonzaga Patriota           | PSB     | 35.972  | 1,24%      | Sertânia           | Pernambuco         |

## Deputados estaduais eleitos
Estavam em jogo as 49 cadeiras da Assembleia Legislativa de Pernambuco.
- Nota: Em itálico, os deputados eleitos por média.

Representação eleita
  PFL: 12
  PSB: 12
  PSDB: 6
  PMDB: 4
  PT: 3
  PPB: 3
  PSC: 2
  PTB: 2
  PCdoB: 1
  PL: 1
  PDT: 1
  PSDC: 1
  PSL: 1

Fonteː
| Número | Deputados estaduais eleitos | Partido | Votação | Percentual | Cidade onde nasceu       | Unidade federativa |
| 13144  | João Paulo                  | PT      | 50.833  | 1,71%      | Olinda                   | Pernambuco         |
| 15111  | João Negromonte             | PMDB    | 40.757  | 1,37%      | Vicência                 | Pernambuco         |
| 20611  | Gilvan Costa                | PSC     | 38.402  | 1,29%      | Barreiros                | Pernambuco         |
| 40123  | José Aglailson              | PSB     | 36.608  | 1,23%      | Vitória de Santo Antão   | Pernambuco         |
| 25230  | Geraldo Coelho              | PFL     | 35.984  | 1,21%      | Petrolina                | Pernambuco         |
| 25155  | Augusto Coutinho            | PFL     | 34.651  | 1,17%      | Recife                   | Pernambuco         |
| 45111  | Bruno Araújo                | PSDB    | 34.012  | 1,14%      | Recife                   | Pernambuco         |
| 11111  | Bruno Rodrigues             | PPB     | 33.859  | 1,14%      | Recife                   | Pernambuco         |
| 15106  | Guilherme Uchoa             | PMDB    | 33.186  | 1,12%      | Timbaúba                 | Pernambuco         |
| 25015  | Lula Cabral                 | PFL     | 31.348  | 1,05%      | Cabo de Santo Agostinho  | Pernambuco         |
| 25255  | Coronel Rufino              | PFL     | 31.045  | 1,04%      | Bom Jardim               | Pernambuco         |
| 14211  | João de Deus                | PTB     | 29.858  | 1%         | Vitória de Santo Antão   | Pernambuco         |
| 25250  | Gilberto Marques Paulo      | PFL     | 29.830  | 1%         | Palmeira dos Índios      | Alagoas            |
| 25120  | Zé Marcos                   | PFL     | 29.091  | 0,98%      | São José do Egito        | Pernambuco         |
| 40110  | Ranilson Ramos              | PSB     | 28.604  | 0,96%      | Orocó                    | Pernambuco         |
| 25200  | Antônio Mariano             | PFL     | 28.132  | 0,95%      | Afogados da Ingazeira    | Pernambuco         |
| 40200  | Carlos Lapa                 | PSB     | 27.832  | 0,94%      | Recife                   | Pernambuco         |
| 25111  | Eudo                        | PFL     | 27.641  | 0,93%      | Canhotinho               | Pernambuco         |
| 40177  | Jairo Pereira               | PSB     | 27.186  | 0,91%      | São Lourenço da Mata     | Pernambuco         |
| 40101  | Antônio Moraes              | PSB     | 27.092  | 0,91%      | Macaparana               | Pernambuco         |
| 40140  | Marco Dourado               | PSB     | 26.900  | 0,90%      | Lajedo                   | Pernambuco         |
| 25150  | Romário                     | PFL     | 26.822  | 0,90%      | Simão Dias               | Sergipe            |
| 40234  | Sérgio Pinho Alves          | PSB     | 26.759  | 0,90%      | Paulista                 | Pernambuco         |
| 65111  | Luciana Santos              | PCdoB   | 26.594  | 0,89%      | Recife                   | Pernambuco         |
| 25105  | João Mendonça               | PFL     | 26.527  | 0,89%      | Belo Jardim              | Pernambuco         |
| 40222  | Pedro Eurico                | PSB     | 26.490  | 0,89%      | Recife                   | Pernambuco         |
| 40108  | Jorge Gomes                 | PSB     | 26.447  | 0,89%      | Limoeiro                 | Pernambuco         |
| 25555  | Ciro Coelho                 | PFL     | 26.310  | 0,88%      | Casa Nova                | Bahia              |
| 15105  | Geraldo Melo                | PMDB    | 25.702  | 0,86%      | Jaboatão dos Guararapes  | Pernambuco         |
| 40156  | Diniz Cavalcanti            | PSB     | 25.666  | 0,86%      | Cabrobó                  | Pernambuco         |
| 15222  | Hélio Urquisa               | PMDB    | 25.399  | 0,85%      | Bom Conselho             | Pernambuco         |
| 40111  | Garibaldi Gurgel            | PSB     | 26.314  | 0,84%      | Palmares                 | Pernambuco         |
| 25125  | Teresa                      | PFL     | 24.477  | 0,82%      | Recife                   | Pernambuco         |
| 40102  | Fernando Lupa               | PSB     | 23.938  | 0,80%      | Recife                   | Pernambuco         |
| 22140  | Roberto Liberato            | PL      | 23.439  | 0,79%      | Caruaru                  | Pernambuco         |
| 11160  | Henrique Queiroz            | PPB     | 22.274  | 0,75%      | Limoeiro                 | Pernambuco         |
| 11166  | Manoel Ferreira             | PPB     | 22.179  | 0,75%      | Jaboatão dos Guararapes  | Pernambuco         |
| 13111  | Sérgio Leite                | PT      | 21.639  | 0,73%      | Recife                   | Pernambuco         |
| 45147  | Dr. Ulisses                 | PSDB    | 21.290  | 0,72%      | Recife                   | Pernambuco         |
| 12000  | José Queiroz                | PDT     | 21.111  | 0,71%      | Caruaru                  | Pernambuco         |
| 45123  | André Campos                | PSDB    | 21.007  | 0,71%      | Recife                   | Pernambuco         |
| 45155  | Afonso Ferraz               | PSDB    | 20.894  | 0,70%      | Floresta                 | Pernambuco         |
| 27111  | Augustinho Rufino           | PSDC    | 19.054  | 0,64%      | Santa Cruz do Capibaribe | Pernambuco         |
| 20699  | Malba Lucena                | PSC     | 18.385  | 0,62%      | Maceió                   | Alagoas            |
| 45145  | Braga                       | PSDB    | 17.577  | 0,59%      | Cajazeiras               | Paraíba            |
| 13613  | Paulo Rubem                 | PT      | 16.622  | 0,56%      | Rio de Janeiro           | Rio de Janeiro     |
| 45112  | Augusto César               | PSDB    | 15.599  | 0,52%      | Serra Talhada            | Pernambuco         |
| 14240  | Toquinha                    | PTB     | 14.766  | 0,50%      | Salgueiro                | Pernambuco         |
| 17210  | Beto Gadelha                | PSL     | 13.226  | 0,44%      | Goiana                   | Pernambuco         |